# 平丘基
50°0′3″N 30°13′10″E / 50.00083°N 30.21944°E
平丘基（烏克蘭語：Пінчуки）是位於烏克蘭北部的村莊，由基辅州白采爾克瓦區的赫雷賓基市鎮負責管轄。該村面積27.5平方公里，海拔高度171米，2001年人口614，人口密度每平方公里22.3人。